# Frances Gabe

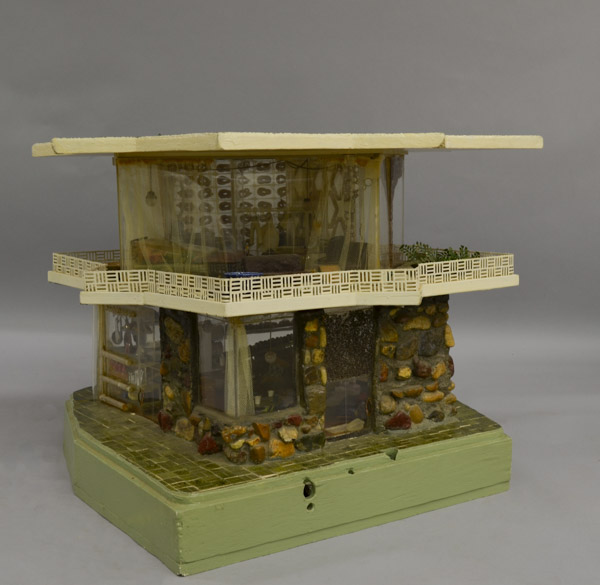
Modell des selbstreinigenden Hauses

Frances Gabe (* 23. Juni 1915 in Idaho; † 26. Dezember 2016 in Oregon) war eine US-amerikanische Erfinderin und Künstlerin. Sie erfand das erste selbstreinigende Haus.

## Leben
Frances Gabe wurde als Frances Grace Arnholtz auf einer Ranch nahe Boise geboren. Mit 16 Jahren schloss sie die Girls Polytechnic High School in Portland ab. Mit 17 Jahren heiratete sie Herbert Grant Bateson. Gemeinsam hatten sie zwei Kinder, Grant und Lourene, und betrieben eine Reparaturwerkstatt in Portland. Nach ihrer Scheidung in den 1970er Jahren änderte sie ihren Nachnamen in ‚Gabe‘, der sich aus ihren Vornamensinitialen und dem Nachnamensinitial ihres Ehemanns zusammensetzt. Sie wurde im Buch Fugitives and Refugees von Chuck Palahniuk porträtiert. Sie starb mit 101 Jahren in der Nähe von Portland.

## Wirken
Im Jahr 1980 meldete sie ein US-Patent über ein selbstreinigendes Haus an. Das Haus wurde in Newburg gebaut. Die Produktionskosten beliefen sich auf 15.000 US-Dollar und der voraussichtliche Markteinführungspreis lag 1984 bei $50,000. Das Haus besaß eine weitgehend wasserfeste Einrichtung und Düsen an der Decke, aus der eine Spülmittellösung und anschließend Wasser zur Klarspülung versprüht wurden. Danach begann ein Warmluftgebläse mit der Trocknung. Das Waschprogramm dauerte insgesamt eine Stunde. Die Fußböden waren geringfügig geneigt mit Abflüssen an den tiefliegenden Stellen. Die Regale waren aus Gittern aufgebaut. Wasserempfindliche Materialien wurden vor dem Waschprogramm wasserfest abgedeckt. Das Patent bestand aus 68 Erfindungen und bestand bis 2002. Fred Amran (Professor für Kreativität an der University of Minnesota) nannte das Patent „unglaublich komplex, das längste, das ich bisher gelesen habe“. Das Haus wurde in der Fernsehsendung Ripley’s Believe It or Not! porträtiert. Das Haus wurde 2002 und 2003 im The Women’s Museum in Dallas, Texas ausgestellt. Das Haus und Frances Gabe wurden ebenfalls 1982 im People Magazine vorgestellt.